# 3. век
3. век је почео 1. јануара 201. и завршио се 31. децембра 300.

## Личности
- Клемент из Александрије
- Диоклецијан, Римски император
- Диофант из Александрије, написао Аритметику
- Хиполитус, који се сматра првим антипапом
- Лиу Хуи, кинески математичар
- Мани (пророк), оснивач манихаеизма
- Ориген
- Папус из Александрије, грчки математичар
- Плотин, оснивач неоплатонизма
- Ванг Пи, таоиста

## Српски културни простори

### Личности
Види такође: космолошка доба, геолошки еони, геолошке ере, геолошка доба, геолошке епохе, развој човека, миленији, векови године, дани